# Holmen (Sveio)
Ne doit pas être confondu avec Holmen.
Holmen est une île norvégienne dans le landskap Sunnhordland du comté de Vestland. Il appartient administrativement à Sveio.

## Géographie
Rocheuse et pratiquement désertique, à fleur d'eau, elle s'étend sur environ 50 m de longueur pour une largeur approximative de 35 m. 